# Головин, Сергей Аркадьевич
Серге́й Арка́дьевич Голови́н (1879—1941) — русский и советский драматический актёр. Заслуженный артист Республики (1927).

## Начало творческой биографии
Родился на станции Биссерт Уральской железной дороги в семье инженера.
Стал учеником Московской земледельческой школы, где начал участвовать в любительских спектаклях. Увлечение театром очень скоро переросло в дело всей жизни, и в 1898 году он поступил в «Товарищество драматических артистов», и осенью того же года — на музыкально-драматические курсы Московского филармонического общества, которыми руководил В. И. Немирович-Данченко. Ещё учась на курсах, Головин начал выходить на профессиональную сцену в Московском художественно-общедоступном театре (МХТ).
В 1899 году он женился на актрисе Алле Назимовой, но этот брак оказался коротким. А вот развелись ли они когда-нибудь официально, широкой общественности осталось неизвестно.  Между тем, Касьян Голейзовский упоминает в середине 1920-х гг., что балерина Мария Горшкова «теперь ... замужем за артистом Малого Государственного академического театра Сергеем Аркадьевичем Головиным».
В 1902 году Головин окончил драматические курсы и 1 сентября того же 1902 года принят в труппу Московского императорского Малого театра.

## Малый театр

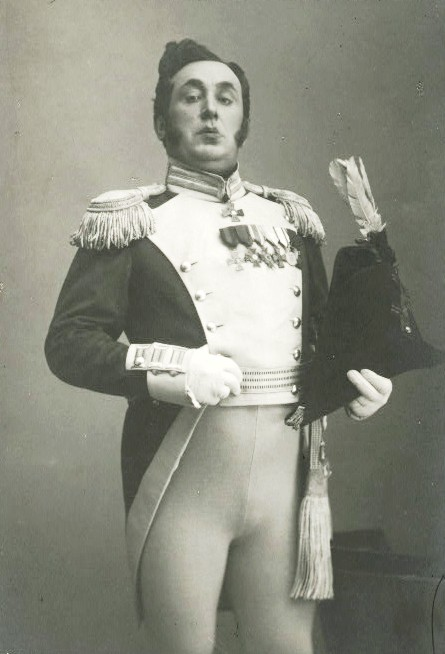
Сергей Головин в роли Скалозуба в «Горе от ума» А. С. Грибоедова. 1915 год

Это было время становления реализма в театральном искусстве, и на сцене Малого театра Головин создавал немало разных характеров. Творчеству Головина присущи были главным образом характерные роли.
Одновременно артист много гастролировал, организовав выездную труппу. Впервые С. А. Головин побывал в Челябинске в составе труппы Малого театра в 1909 г. Тогда на сцене Народного дома было дано три гастрольных спектакля. Тогда ещё, конечно, Сергей Аркадьевич и не предполагал, какую роль доведется ему и этому городу сыграть в жизни друг друга. Гастроли закончились, и артист Сергей Головин отбыл со всей остальной труппой обратно в Москву.
В годы Первой мировой войны актёр был призван на военную службу, а после Октябрьской революции, когда императорские театры были национализированы и поступили в ведомство новоявленного государства, актёр не растерялся и занимал разные административные должности в театре, на которые его избирал коллектив. Однако при этом он не прекращал работу на сцене.
Ещё с 1916 года Головин приглашается участвовать в киносъёмках. Однако список киноролей у него остался небольшим.
В 1932 году (премьера 20 марта 1932 г.) совместно с П. М. Садовским поставил спектакль по пьесе А.Островского «На бойком месте».

## Челябинский театр драмы(1936—1938)
Второй раз на гастроли в Челябинск С. А. Головин в составе Малого театра приехал летом 1935 г. В то время существовала традиция: артисты театра выезжали на гастроли в провинциальные города во время своего отпуска. К тому времени Челябинск стал областным центром, в городе происходили грандиозные перемены в связи со строительством крупных промышленных предприятий, поэтому приезд Малого театра был неслучаен. С. А. Головин участвовал почти во всех спектаклях, показанных на сцене летнего театра челябинского горсада, где проходили гастроли. Местная пресса, для которой гастроли прославленного Малого театра были сенсационной акцией, оценила работу артиста. Рецензент С. Игошин писал в газете «Челябинский рабочий» 21 июля 1935 г. об исполнении С. Головиным роли Саввы Василькова в спектакле «Бешеные деньги», где артист создал образ дельца, берущегося за все, из чего можно выжать копейку: «Васильков не способен на большую страсть. Даже в своей любви к Лидии Чебоксаровой он прежде всего делец. Он „груб, скучен и сух“»
Во время этих гастролей Головин встречался с первыми руководителями области: председателем облисполкома М. Советниковым, секретарем обкома партии К. Рындиным. Они как областное руководство обратились к Головину с предложением возглавить творческую работу челябинского театра, на что он ответил согласием и в течение 2 сезонов (1936-38) был главным режиссёром Челябинский театр драмы им. Цвиллинга. Челябинский театр, получивший статус областного, переживал тогда сложный период становления, многие спектакли шли при полупустом зрительном зале. Профессиональная помощь оказалась необходима.
Головин принёс с собой на челябинскую сцену реалистические традиции Малого театра. Работу художественным руководителем Челябинского драматического театра он начал с постановки пьесы Н. Гоголя «Ревизор», на сцене Малого театра он сам в течение 18 лет играл в этом спектакле роль городничего Антона Антоновича Сквозник-Дмухановского. Выбор именно этой пьесы для первой постановки Головин объяснял так в газете «Челябинский рабочий» от 30 сентября 1936 г.: «Большого художественного таланта, жизненной правдивости, высокого мастерства требует от актёра бессмертная гоголевская комедия, давая ему, вместе с тем, безграничный материал для творческой работы. Вот почему постановка „Ревизора“ на сцене служит как бы пробным камнем для всякого театрального коллектива». Премьера прошла 1 октября 1936 г. Роль Городничего исполнялся сам Сергей Головин.
Значение этой постановки не только для театра, но и культурной жизни всего города переоценить невозможно. Этот спектакль поставил Челябинский театр драмы в ряд профессиональных театров страны, поднял планку культурного потенциала города.
Головин обратился и в своих последующих спектаклях к классике, поставив «Стакан воды» Э. Скриба, «Каменный гость» и «Скупой рыцарь» А. Пушкина, «Горе от ума» А. Грибоедова, «Бешеные деньги» (в 1937 году) и «На всякого мудреца довольно простоты» А. Островского в 1938 году.
С. Головин пригласил из других городов в Челябинский театр талантливых артистов, многие из которых так и остались там, продолжив работу в Челябинском театре: И. Е. Рагозин, А. С. Лескова, В. А. Виннов, С. С. Прусская, П. И. Кулешов и другие. Он оставил Челябинский театр, когда там сложился уверенный творческий коллектив.

## Конец
С. А. Головин продолжил работу в Москве в Малом театре, вернувшись в своим ролям. Однако работа эта оказалась недолгой. В 1939 году он успел сыграть в спектакле по пьесе А.Корнейчука «Богдан Хмельницкий», где С.Головин создал образ крестьянского вождя Максима Кривоноса, неукротимого, прямолинейного, беззаветно преданного своему делу. О Кривоносе — Головине критик писал, что артист нашёл и воссоздал неповторимые национальные черты образа, дал почувствовать, что это «действительно украинец, действительно казак, сечевик» (В.Лесков «Богдан Хмельницкий» на трёх сценах. — «Театр», 1939, № 7, с. 121).
Сергей Аркадиевич Головин скончался в самом начале войны 9 октября 1941 г. в Щелыково Костромской области.

## Роли в Малом театре
- 1905 — «Буря» Шекспира. Режиссёр А. П. Ленский — Себастьян
- 1908 — «Отелло» У.Шекспира. Режиссёр Н. А. Попов — Яго
- 1908 — «Холопы» П. П. Гнедича. Режиссёр: Н. А. Попов — Веточкин (в очерёдность с Н. М. Падариным)
- 1910 — «Безумный день, или Женитьба Фигаро» П.Бомарше. Режиссёр И. С. Платон — Базиль
- 19 февраля 1911 — Праздничный спектакль-концерт по случаю 50-летия Крестьянской Реформы 1861 года. «Разговор на большой дороге» И. С. Тургенева, роли читали В. Ф. Лебедев, А. В. Васенин, Н. К. Яковлев, С. А. Головин[9]
- 1912 — «Профессор Сторицын» Л.Андреева. Режиссёр Е. А. Лепковский — Саввич
- 1913 — «Насильники» А.Толстого. Режиссёр С. В. Айдаров — помещик
- 1914 — «Макбет» У.Шекспира. Режиссёр И.Платон — король Дункан
- 1915 — «Горе от ума» А.Грибоедова. Режиссёр Е. А. Лепковский — Скалозуб
- 1915 — «На бойком месте» А. Н. Островского. Режиссёр С. В. Айдаров— Бессудный
- 1916 — «Благодать» Л. Н. Урванцева. Режиссёр Н. К. Яковлев — семинарист
- «Свои люди — сочтёмся» А. Н. Островского. Режиссёр И.Платон — Большов
- 1917 — «Шутники» А. Н. Островского. Режиссёр Н. К. Яковлев — Хрюков
- 1917 — «Бешеные деньги» А. Н. Островского. Режиссёр Е. А. Лепковский — Васильков
- 1919 — «Старик» Горького. Режиссёр И.Платон — Старик
- 1919 — «Ревизор» Н. Гоголя. Режиссёр И.Платон — Городничий;
- 1921 — «Горе от ума» А.Грибоедова. Режиссёр А. А. Санин — Фамусов
- «Варвары» М.Горького — Редозубов
- 1922 — «Волчьи души» Дж. Лондона — продажный журналист
- 1925 — «Аракчеевщина» И.Платона. Режиссёр он же — пьяный монах
- 1926 — «Любовь Яровая» К.Тренёва. Режиссёры И.Платон и Л. М. Прозоровский — Малинин
- 1929 — «Растеряева улица» по Г.Успенскому. Автор инсценировки и режиссёр М. С. Нароков — купец Трофимов
- 1930 — «Горе от ума» А.Грибоедова. Режиссёр Н. О. Волконский —  Фамусов
- 1935 — «На всякого мудреца довольно простоты» А. Н. Островского. Режиссёр П. М. Садовский — Мамаев
- 1939 — «Богдан Хмельницкий» А.Корнейчука. Режиссёр Л. А. Волков — Кривонос

## Роли в кино
- 1916 — «Барышня-крестьянка» — отец Алексея
- 1916 — «Омут» — помещик
- 1918 — «Бегуны»
- 1918 — «Иола» — граф Куно
- 1918 — «Несчастная»
- 1919 — «Поликушка» — Дутлов
- 1919 — «Чёртово гнездо»
- 1920 — «Анджело»
- 1921 — «Все в наших руках» — Демьян Кологривов

## Критика и отзывы
«Созданные им образы отличались точной социальной характеристикой, широтой обобщения, типичностью, ясностью и выразительностью внешнего рисунка», — пишет о нём «Театральная энциклопедия».
Ю. А. Дмитриев в книге «Академический Малый театр. 1917—1944»: «С. А. Головин был острохарактерный актёр, стремившийся прежде всего найти внешний облик, манеру поведения своих персонажей. Старик С.Головина в одноимённой пьесе М.Горького (1919) был человеком от природы обиженным и трусливым. Той злобной силы, которой драматург наделил этот персонаж, артист не показывал. Его Старик был то наглым и злобным, то испуганным и смятенным, с безумными от ужаса глазами, отвратительным в своём ничтожестве».
Фамусов в исполнении С.Головина был отвратительным и злым стариком. «Это прежде всего потаскун, лицемер, ханжа, тиран, чёрный реакционер. Это вместе с тем льстец и подхалим…. У Головина есть барин-самодур. Но барски стильное, почти эстетное испарилось, а самодурское, азиатное передано с рельефом, иногда даже перехлестывающим реализм и впадающим в карикатуру. Прибавьте к этому большое разнообразие интонаций и скульптурность жеста, и вы поймете, что Головин одержал хорошую победу».